# 宋集镇 (商丘市)
宋集镇，是中华人民共和国河南省商丘市睢阳区下辖的一个乡镇级行政单位。

## 行政区划
宋集镇下辖以下地区：
沙西村、贾楼村、大邓楼村、沙东村、张楼村、颜集村、林河村、刘辛庄村、陈瓦房村、周庄村、侯楼村、陈各村、吴庄村、半塔村、赵楼村、宋集北街村、于庄村、李合六村、马店村、何庄村、半楼村、韦庄村、南街村和宋东村。